# Оне Балюконе
Оне Балюконе (Она Балюконіте; лит. Onė Baliukonė 1 червня 1948, село Канченай Алітуського району — 20 листопада 2007, Вільнюс) — литовська поетеса й есеїстка, лауреатка Національної премії за досягнення в галузі культури і мистецтва (2004).

## Біографія
Народилася 1 червня 1948 року у селі Канченай, за 4 км від міста Даугай, де закінчила середню школу. У 1970 році закінчила Вільнюський університет за фахом «литовська мова та література». Працювала співробітником редакцій журналу для школярів «Мокслейвіс» („Moksleivis“), тижневика для педагогів «Діалогас» („Dialogas“) і культурного тижневика «Діеновідіс» („Dienovidis“).
У літературі дебютувала в 1968 році . З 1975 року член Союзу письменників Литви . У 2000 і 2001 роках влаштувала виставки своїх творів живопису. Померла після довгої хвороби в Вільнюсі і похована на Антокольському кладовищі .

## Творчість
Перші вірші були опубліковані в 1968 році. Після першого збірника віршів „Laukinės vaivorykštės“ («Польові райдуги»), надрукованого в 1971 році, видала ще кілька книг віршів, два збірника есе, казку. Була укладачем альманахів «Весни поезії» „Poezijos pavasaris“; 1997, 1998).
Балюконе є також однією з головних виразниць жіночого досвіду та світовідчуття у сучасній литовській поезії, яка тлумачить творчість і мистецтво слова як рух кругообігу життя (народження — смерть — відродження), що призводять до гармонії протистояння тілесного й ідеального.
— Бригіта Спейчіте
 Вірші Оне Балюконе російською мовою перекладав Георгій Єфремов .

### Вірші
- „Laukinės vaivorykštės. Eilėraščiai“ „Laukinės vaivorykštės. Eilėraščiai“ Vilnius: Vaga, 1971
- „Viltis. Eilėraščiai“ „Viltis. Eilėraščiai“ Vilnius: Vaga, 1976
- „Iš kelio dulkių. Eilėraščiai“ „Iš kelio dulkių. Eilėraščiai“ Vilnius: Vaga, 1982
- „Tėve mūsų gyvenime. Eilėraščiai“ „Tėve mūsų gyvenime. Eilėraščiai“ Vilnius: Vaga, 1986
- „Vaduok. Eilėraščiai“ „Vaduok. Eilėraščiai“ Vilnius: Vaga, 1994
- „Bokštai. Eilėraščiai“ „Bokštai. Eilėraščiai“ Vilnius: Lietuvos rašytojų sąjungos leidykla, 1996.
- „Elgetaujanti saulė. Eilėraščiai“ „Elgetaujanti saulė. Eilėraščiai“ Vilnius: Lietuvos rašytojų sąjungos leidykla, 1998.
- „Neregio sodai. Eilėraščiai“ „Neregio sodai. Eilėraščiai“ Vilnius: Vaga, 2001.
- „Akmuva. Eilėraščiai“ „Akmuva. Eilėraščiai“ Vilnius: Vaga, 2003

### Есе, проза, складання, переклади
- „Kelionės fragmentai. Esė“ „Kelionės fragmentai. Esė“ Vilnius: Vaga, 1987
- „Širdies neatskiriamasis Monsinjoras Kazimieras Vasiliauskas mūsų atsiminimuose“ (укладач, 2002)
- „Ant sapnų tilto. Esė“ „Ant sapnų tilto. Esė“ Vilnius: Alma littera, 2003
- „Iki švytėjimo: Kazimiero Vasiliausko laiškai Zitai Žemaitytei, 1950-1972“ Vilnius: Lietuvos rašytojų sąjungos leidykla, 2004
- „Kopų karalienė. Pasaka“ „Kopų karalienė. Pasaka“ Vilnius: Gimtasis žodis, 2006
- Beinsa Duno. „Mokytojas kalba“ (переклад з російської мови бесід та лекцій Беінса Дуно) 1997

## Нагороди та звання
- 1983 — лауреат фестивалю «Весна поезії».
- 1998 — премія Уряду Литовської Республіки в галузі мистецтва.
- 1998 — Лицарський хрест Ордена Великого князя Литовського Гедиміна .
- 2002 — літературна премія Вільнюського клубу і Вільнюського телебачення за книгу «Невіддільний від серця. Монсеньйор Казімерас Василяускас в наших спогадах» („Širdies neatskiriamasis. Monsinjoras Kazimieras Vasiliauskas mūsų atsiminimuose“ „Širdies neatskiriamasis. Monsinjoras Kazimieras Vasiliauskas mūsų atsiminimuose“).
- 2003 — літературна премія імені Паулюса Шірвіса за поетичну збірку «Акмува» („Akmuva“).
- 2004 — лауреат Національної премії в галузі культури і мистецтва.